# صفاء حرول (العدين)

تعديل مصدري - تعديل

صفاء حرول محلة تابعة لقرية الزرة، التابعة لعزلة عردن بمديرية العدين إحدى مديريات محافظة إب في الجمهورية اليمنية، بلغ تعداد سكانها 171 حسب تعداد اليمن لعام 2004.